# Cucullia japonibia
Cucullia japonibia är en fjärilsart som beskrevs av Felix Bryk 1949. Cucullia japonibia ingår i släktet Cucullia och familjen nattflyn. Inga underarter finns listade i Catalogue of Life.